# Вулиця Миколи Коперника (Тернопіль)
Вулиця Миколая Коперника (до 1901 Середня Стрілецька, до 1929 — Реальна) — одна з давніх вулиць центру Тернополя, розташована паралельно бульвару Тараса Шевченка і вулиці Богдана Хмельницького.
Північний край вулиці перетинає вулиця В'ячеслава Чорновола, далі по лінії вулиці Коперника — вулиця Івана Франка. З півдня вулиця Коперника виходить на Руську — головну вулицю міста. До вулиці Коперника через арковий перехід буд. № 4 виходить вулиця Олени Кульчицької.

## Історія

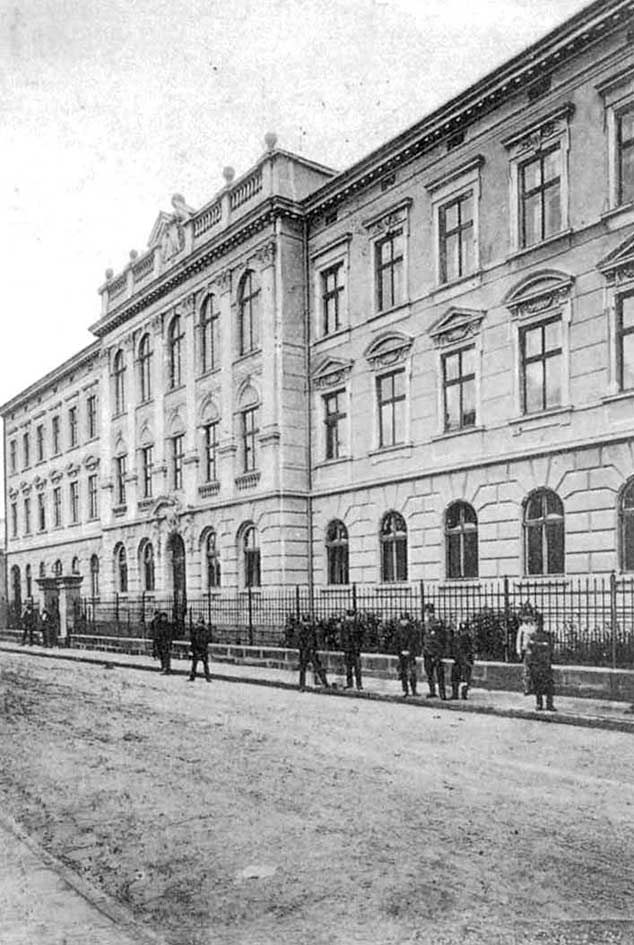
Будівля Вищої реальної школи на Стрілецькій

Перші поселення на теперішній території вулиці та прилеглих будинків з'явилися наприкінці 17 століття — на початку 18 століття. Розташовувалися між Збаразьким і Микулинецьким передмістями.
В цей час вулиця була частиною Стрілецької, яка поділялася на Вищу, Середню і Нищу. Пролягала майже паралельно до центральної Панської Вищої і Нижчої (нині бульвар Тараса Шевченка).
Активна забудова вулиці почалася із появою у Тернополі залізниці і формування нового центру.
Впиралася Стрілецька вулиця у давню Горбату (нині В'ячеслава Чорновола) і Смиковецьку (частина Руської). Після того, як у новозбудоване приміщення на цій вулиці у 1901 році перейшла Вища реальна школа, Стрілецька Середня почала називатися Реальною.
З приходом радянської влади восени 1939 року вулицю Реальну було перейменовано на честь Миколая Коперника — польсько-німецького астронома, правника, математика, фізика, дипломата, економіста, каноніка та лікаря.

## Визначні будівлі
На вулиці розташоване приміщення Української гімназії імені Івана Франка, спадкоємиці найстарішого українського середнього навчального закладу Тернополя. У червні 1900 року[джерело?], завдяки старанням громади, почалося будівництво нового шкільного приміщення на Стрілецькій Середній. Новобудови вели міським коштом на землі, що належалии міській громаді.
Проте з початком Першої світової війни навчання перервалося. При шкільному приміщенні діяв військовий шпиталь. У період Західно-Української Народної Республіки тут розмістилися казарми жандармерії та фабрика взуття для вояків Української Галицької Армії. У той час тут ще працювала друкарня, а потім і редакція газети «Українські вісті». Шкільним приміщення стало знову аж у 1922 році.
Навпроти сучасної школи розташований спортивний майданчик, де колись був Сокільський стадіон, який сьогодні частково вже забудований. При цьому майдані був також невеликий будинок, в якому діяло товариство «Сокіл».

## Пам'ятки архітектури
На вулиці є пам'ятки архітектури місцевого значення:
- Житловий будинок, 1901 p., вул. Коперника, 1, охоронний номер 263-М
- Житловий будинок (Реальна гімназія), кін. ХІХ ст., вул. Коперника, 14, охоронний номер 283-М
- Житловий будинок, ХІХ ст., вул. Коперника, 18, охоронний номер 284-М

## Установи та організації
На вулиці розташовані
- Тернопільський історико-меморіальний музей політичних в'язнів,
- Інститут національного відродження України,
- Тернопільська українська гімназія ім. Івана Франка,
- Тернопільська обласна бібліотека для дітей,
- структурні підрозділи Тернопільської міської ради,
- магазин «Дім книги» (видавництво «Богдан»),
- інші офіси та магазини.

## Інше
Вулиця з одностороннім рухом від вул. Чорновола до вул. Руської. Двобічні пішохідні тротуари з двома пішохідними переходами. Міський транспорт вулицею не курсує. Найближчі зупинки громадського транспорту на вулицях Богдана Хмельницького (від початку) і Руській. Вулиця розташована неподалік залізничного вокзалу.
На початку вулиці з правого боку — фонтан «Інь та Янь».